# Konvoj ONS-92
Konvoj ONS-92 var en allierad konvoj under andra världskriget.

## Bakgrund
Efter den förödande jakten på konvoj HG-76 i december 1941, gav BdU tillfälligt upp med konvojslag. De flesta av ubåtarna skickas till de oskyddade amerikanska kusterna. Allt eftersom försvaret blev bättre och mer organiserat gjordes det upp planer på att anfalla de vitala konvojerna från norra USA och Kanada. Under de sex månaderna fram tills att Hechtgruppen skickades ut i maj var det ont om större sjöslag (som exempelvis ONS-92).

## Slaget
U-569 upptäckte ONS-92 den 11 maj och ledde U-94 och U-124 mot den. Under natten anföll ubåtarna konvojen och U-124 sänkte fyra fartyg i två anfall. U-94 träffade ett fartyg och U-569 fick in en möjlig träff. Nästa natt anföll samtliga fartyg, men bara U-94 träffade två fartyg i två anfall. U-406 missade en eskort på grund av torpedfel.
Ubåtarna förlorade kontakt med konvojen på grund av dåligt väder.

## Konvojens slagordning
Den amerikanska eskortgruppen A3 ledd av kommendör Heffermann bestod av jagaren USS Gleaves, kuttern USCGC Ingham samt fyra kanadensiska korvetter; HMCS Algoma, HMCS Arvida, HMCS Bittersweet och HMCS Shediac. I konvojen fanns även räddningsfartyget Bury utrustad med Huff-Duff. Själva konvojen bestod av 41 fartyg (med bland annat det svenska fartyget Tolken).

## Ubåtarnas slagordning
Den tyska vargflocken bestod av följande ubåtar:
U 94 (Oblt Ites)*, U 96 (Oblt Hellriegel), U 124 (Korvkpt Mohr)*, U 406 (KptLt Dieterichs)*, U 569 (KptLt Hinsch)*, U 590 (KptLt Muller-Edzards).
- Endast dessa ubåtar avfyrade torpeder eller använde kanonen.

## Förluster
| Datum       | Ubåt  | Befälhavare | Fartygets namn | GRT   | Nation         |  |
| ----------- | ----- | ----------- | -------------- | ----- | -------------- |  |
| 12 maj 1942 | U-124 | Johann Mohr | Cristales      | 5.389 | Storbritannien |  |
| 12 maj 1942 | U-124 | Johann Mohr | Empire Dell    | 7.065 | Storbritannien |  |
| 12 maj 1942 | U-124 | Johann Mohr | Llanover       | 4.959 | Storbritannien |  |
| 12 maj 1942 | U-124 | Johann Mohr | Mount Parnes   | 4.371 | Grekland       |  |
| 12 maj 1942 | U-94  | Otto Ites   | Cocle          | 5.630 | Panama         |  |
| 13 maj 1942 | U-94  | Otto Ites   | Batna          | 4.399 | Storbritannien |  |
| 13 maj 1942 | U-94  | Otto Ites   | Tolken         | 4.471 | Sverige        |  |

Totalt sänktes sju fartyg och sammanlagt 36 284 i tonnage från Konvoj ONS-92.

## Kuriosa
- Låten "Wolfpack", från albumet Primo Victoria, av det svenska powermetalbandet Sabaton handlar om detta slag.